# 辛育龄
辛育龄（1921年2月12日—2022年6月7日），男，汉族，直隶（今河北）高阳人，中国胸外科专家。

## 生平
曾任北京胸部肿瘤研究所外科主任、副所长，中日友好医院首任院长，第五届全国人大代表。
1939年7月加入中国共产党。2021年6月29日获颁七一勋章。
2022年6月7日下午22时54分在北京逝世，享嵩寿101岁。2022年6月11日上午遗体在京火化并举行告别仪式。